# Зенькино (Московская область)
Зенькино — деревня в городском округе Истра Московской области России. Население — 40 чел. (2010). Как Зенькина, обозначена на карте Шуберта 1860 года. Шоссе через деревню проложено по старому тракту в Иосифо-Волоцкий монастырь. С Истрой связана автобусным сообщением (автобус № 46).

## Население
| 1852 | 1859 | 1886 | 1890 | 1899 | 1926 | 2002 |
| ---- | ---- | ---- | ---- | ---- | ---- | ---- |
| 151  | ↗201 | ↘184 | ↗197 | ↘192 | ↗221 | ↘20  |
| 2006 | 2010 |      |      |      |      |      |
| ↗33  | ↗40  |      |      |      |      |      |

## География
Деревня Зенькино расположена на западе Московской области, в центральной части городского округа Истра, примерно в 11 км к северо-западу от окружного центра — города Истры, на левом берегу реки Маглуши. Высота центра — 172 метра над уровнем моря. В 2,5 км к югу проходят пути Рижского направления Московской железной дороги, ближайшие железнодорожные станции: Чеховская, Холщевики, Новоиерусалимская. 3,5 км южнее — Волоколамское шоссе. В деревне зарегистрировано 6 садоводческих товариществ. Ближайшие населённые пункты — деревни Ефимоново, Глебово-Избище, Хмолино и посёлок Зелёный Курган.

## История
В середине XIX века в сельце Зенькино (Красновидово) 2-го стана Звенигородского уезда Московской губернии князя Николая Яковлевича Голицына было 20 дворов, крестьян 71 душа мужского пола и 80 душ женского.
В «Списке населённых мест» 1862 года — владельческое сельцо 2-го стана Звенигородского уезда по правую сторону Московского почтового тракта по направлению из Москвы в Волоколамск, в 23 верстах от уездного города и 6 верстах от становой квартиры, при реке Маглуше, с 14 дворами и 201 жителем (107 мужчин, 94 женщины).
В 1886 году деревня Зенькино входила в состав Лучинской волости Звенигородского уезда, в ней насчитывалось 30 дворов, проживало 184 человека; действовало столярное заведение.
В 1899 году в деревне 192 жителя.
По данным на 1911 год число дворов составляло 40, в сельце имелись чайная лавка, земское училище, находилась усадьба А. Н. Рукина.
По материалам Всесоюзной переписи населения 1926 года — административный центр Зенькинского сельсовета Лучинской волости Воскресенского уезда Московской губернии, в 3,2 км от Волоколамского шоссе и 4,3 км от станции Новоиерусалимская Московско-Виндаво-Рыбинской железной дороги; проживал 221 человек (95 мужчин, 126 женщин), насчитывалось 49 хозяйств, из которых 46 крестьянских, имелась школа 1-й ступени.
С 1929 года является населённым пунктом Московской области в составе Зенькинского сельсовета Воскресенского района (1929—1930), Зенькинского сельсовета Истринского района (1930—1954), Букарёвского сельсовета Истринского района (1954—1957, 1960—1963, 1965—1994), Букарёвского сельсовета Красногорского района (1957—1960), Букарёвского сельсовета Солнечногорского укрупнённого сельского района (1963—1965), Букарёвского сельского округа Истринского района (1994—2006), сельского поселения Букарёвское Истринского района (2006—2017), городского округа Истра (с 2017).